# Line Johansen
Line Geltzer Johansen  (* 26. Juli 1989 in Aalborg) ist eine dänische Fußballtorhüterin, die seit 2020 wieder beim dänischen Erstligisten Fortuna Hjørring unter Vertrag steht und zwischen 2016 und 2019 für die Dänische Fußballnationalmannschaft der Frauen spielte.

## Werdegang

### Verein
Johansen spielte in Dänemark, Norwegen und Australien  und studierte an den Universitäten in Aalborg und Brisbane. Nachdem sie mit Amazon Grimstad FK 2015 aus der Toppserien abgestiegen war, wechselte sie zum vorherigen Ligakonkurrenten Vålerenga IF. Nach einem Jahr in Norwegen kehrte sie zurück nach Dänemark, um für Vejle BK zu spielen. Dort blieb sie aber nur ein halbes Jahr und wechselte dann nach Schweden zum Kopparbergs/Göteborg FC. Im Februar 2018 ging es erneut nach Norwegen, diesmal zu Avaldsnes IL. Mitte 2019 zog es sie dann in wärmere Gefilde zum spanischen Verein EdF Logroño. Nach einer Saison kehrte sie aber zu Fortuna Hjørring zurück.

### Nationalmannschaft
Ihr Debüt für die Nationalmannschaft gab sie am 25. Januar 2016 beim 1:2 gegen die Niederlande im Rahmen eines Trainingslagers in der Türkei. Auf ihren nächsten Einsatz musste sie dann ein Jahr warten, diesmal kam sie in Zypern beim 1:1 gegen Schottland zum Einsatz. Beim zwei Monate später stattgefundenen Algarve-Cup 2017 kam sie im zweiten Gruppenspiel beim 6:0 gegen Portugal zum Einsatz, wobei sie erstmals ohne Gegentor blieb. Im Juni wurde sie für die Fußball-Europameisterschaft der Frauen 2017 nominiert. Bei der EM, die für ihre Mannschaft auf dem zweiten Platz endete, kam sie aber nicht zum Einsatz. In der anschließenden Qualifikation für die WM 2019 wurde sie nur in den beiden Playoffspielen der besten Gruppenzweiten eingesetzt, die aber gegen Europameister Niederlande verloren wurden, wodurch die WM-Endrunde verpasst wurde. Danach kam sie noch einmal beim Algarve-Cup 2019 zum Einsatz.

## Erfolge
- Vizeeuropameisterin 2017 (ohne Einsatz)